# Underground Electric Railways Company
L´Underground Electric Railways Company Limited (UERL, en français Société anonyme des chemins de fer électriques souterrains) de Londres est la société holding de trois des nouvelles lignes de métro souterrain de Londres construites dans la première décennie du XXe siècle. 

## Historique

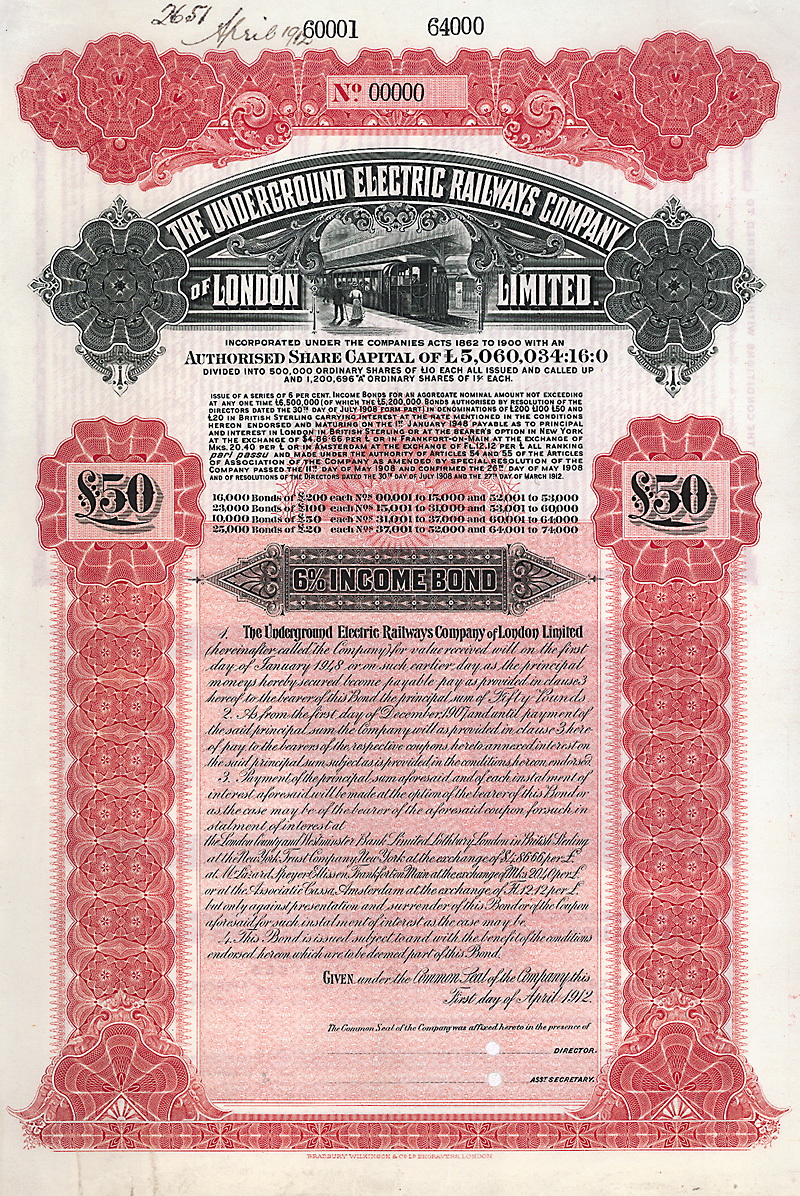
Spécimen d’une obligation de l'Underground Electric Railways Company of London Ltd du 1er avril 1912.

L'Underground Electric Railways Company a été fondée en 1902 par Charles Yerkes, un financier américain qui a joué un rôle important dans le développement du système de transport public de Chicago.